# شیخ‌بابا
شیخ‌بابا یکی از روستاهای استان آذربایجان شرقی است که در دهستان گاودول مرکزی بخش مرکزی شهرستان ملکان واقع شده‌است.شغل اصلی مردم کشاورزی است و عمده محصول تولید شده انگور گرود زردآلو و فراوری کشمش همچنین کشت دیم گندم ،جو و نخود می باشد  .از نظر جغرافیایی کوهستانی و در منتها الیه جلگه شهرستان ملکان میباشد ،روستاهای شیخ بابا با روستاهای شیخ الاسلام،قلی کندی، قلعه جوق و روستای شیروانشالو همسایه است ،شواهد زیادی بر تاریخی بودن روستا وجود دارد و در اطراف روستا کنده کاری و کاوشهای مخفیانه زیادی صورت گرفته .
از جمله جازبه های روستا چشمه طبیعی شورسو میباشد  که آب آن دارای خواص درمانی است.
همچنین پل تاریخی قیزلار کورپوسی در نزدیکی روستا و بر روی رودخانه مردق چای قرار دارد .مورد دیگر که قابل ذکر است یک قبر تاریخی منتسب و معروف  به میر حسن کماندر در بالای تپه ای که روستا در دامنه آن قراردارد است ،اهالی روستا و روستاهای همجوار ارادت خاصی به این مکان دارند و به زیارت قبر این سید ،مخصوصا در ایام محرم میروند .
محل فعلی روستا سابقه ای حدودا شصت ساله دارد و محل قدیمی روستا در کنار رودخانه مردق چای بوده که به دلیل سیل آبهای مکرر اهالی حدود شصت سال پیش به سمت جنوب و به قسمت مرتفع تر نقل مکان کرده اند در حال حاضر از روستای قدیمی چیزی باقی نمانده و غیر از آثار جزئی آن مکان به باغ و زمینهای کشاورزی تبدیل شده است درموردقدمت این روستاآثارمکتوب دردست نیست ولی آثار علائم نشانگرقدیمی بودن این روستاست ازجمله قبرستان متروکه که حتی روایت هم درمورد آن نداریم وقنات روستا که یک اثرتاریخی میباشد نشان ازقدیمی بودن این روستا میباشد وهمچنین درخت توت که بیش ۱۵۰۰سال عمردارد قدمت این روستاراتایید مینماید